# Anasterias studeri
Anasterias studeri är en sjöstjärneart som beskrevs av Perrier 1891. Anasterias studeri ingår i släktet Anasterias och familjen trollsjöstjärnor. Inga underarter finns listade i Catalogue of Life.